# Booker Little
Booker Little (2. dubna 1938 Memphis – 5. října 1961 New York) byl americký jazzový trumpetista a hudební skladatel. S hudbou profesionálně začal již během studií v Chicagu, když hrál se saxofonistou Johnny Griffinem. Poté, co se přestěhoval do New Yorku, začal hrát s Maxem Roachem a Ericem Dolphym. Spolupracoval i s dalšími hudebníky, mezi které patří John Coltrane, Don Friedman, Slide Hampton, Art Davis nebo Abbey Lincoln. Zemřel na urémii ve svých třiadvaceti letech.